# Nekrolog Mai 2007
Nekrolog
◄◄
| ◄
| 2003
| 2004
| 2005
| 2006
| 2007 | 2008 | 2009 | 2010 | 2011 | ► | ►►
Januar |
Februar |
März |
April |
Mai |
Juni |
Juli |
August |
September |
Oktober |
November |
Dezember 2007
Weitere Ereignisse | Allgemeiner Nekrolog 2007
Die Beschreibung der verstorbenen Person sollte so kurz wie möglich gehalten sein und nur deren signifikante Tätigkeit(en) enthalten.
Neue Namen ggf. auch unter dem Geburts- und Sterbedatum, also etwa unter 1. Januar und im Geburts- und Sterbejahr (2024) eintragen (nur bei entsprechender großer Wichtigkeit). Für Beispiele siehe die schon vorhandenen Artikel.
Außerdem über die fünf zuletzt Verstorbenen, zu denen es einen ausreichend guten Artikel für eine Präsentation auf der Hauptseite gibt, nach der todesbedingten Überarbeitung der Artikel ggf. auch unter Wikipedia Diskussion:Hauptseite informieren und sie am besten auch in den anderen Wikipedia-Sprachversionen eintragen. Tipp: Regelmäßig bei news.google.de nach „ist tot“, „gestorben“ oder „verstorben“ suchen.
Wenn eine Person gestorben ist, gibt es viele Seiten zu dieser Person in der Wikipedia, die davon auch betroffen sind und entsprechend aktualisiert werden müssen. Beispiele: Namenübersichtsseite, Geburtsjahr, Geburtsort-Seiten und viele mehr.
Wie finde ich die betroffenen Seiten?
Im Suchfeld auf der linken Seite gibt man den Suchbegriff so ein: „Vorname Nachname“. Dann klickt man auf Volltext und alle Seiten mit entsprechendem Suchtext werden aufgerufen. Hier sieht man dann schnell, wo auch das Todesjahr Sinn macht oder sogar ein Teil des Artikels angepasst werden muss. Auch hilft das „Werkzeug“ auf der linken Seite sehr gut, um solche Seiten aufzufinden: „Links auf diese Seite“. Somit ist die Wikipedia wieder aktuell in allen Bereichen! Hinweis: bei Eintragung der Kategorie „Gestorben JAHR“ wird der Missbrauchsfilter 49 ausgelöst, was jedoch nicht schlimm ist. Siehe: Spezial:Missbrauchsfilter/49
Dies ist eine Liste von im Mai 2007 verstorbenen bekannten Persönlichkeiten. Die Einträge erfolgen innerhalb der einzelnen Daten alphabetisch sortiert. Tiere sind im Nekrolog für Tiere zu finden.

## Mai
| Tag     | Name                               | Beruf, bekannt als                                                                       | Alter | Beleg |
| ------- | ---------------------------------- | ---------------------------------------------------------------------------------------- | ----- | ----- |
| 1. Mai  | Gerhart Bergmann                   | deutscher Maler                                                                          | 84    |       |
| 1. Mai  | Claude Antoine Dacosta             | kongolesischer Politiker, Premierminister der Republik Kongo                             |       |       |
| 1. Mai  | Ejnar Krantz                       | US-amerikanischer Komponist, Organist, Pianist und Musikpädagoge                         | 91    |       |
| 1. Mai  | Fermín Trueba                      | spanischer Radrennfahrer                                                                 | 92    |       |
| 2. Mai  | Phillip Carter                     | britischer Unternehmer und Fußballfunktionär                                             | 44    |       |
| 2. Mai  | Akbar DePriest                     | US-amerikanischer Jazzschlagzeuger                                                       | 76    |       |
| 2. Mai  | Giusy Devinu                       | italienische Opernsängerin (Sopran)                                                      | 46    |       |
| 2. Mai  | Petra Faderl                       | deutsche Pädagogin und Politikerin (PDS), MdL                                            | 54    |       |
| 2. Mai  | Juan Valdivieso                    | peruanischer Fußballtorwart                                                              | 96    |       |
| 2. Mai  | Maurice Jacob                      | französischer Physiker                                                                   | 74    |       |
| 2. Mai  | Helmuth Josseck                    | österreichischer Politiker (FPÖ)                                                         | 85    |       |
| 2. Mai  | Hans Klees                         | deutscher Althistoriker                                                                  | 77    |       |
| 2. Mai  | Brad McGann                        | neuseeländischer Regisseur                                                               | 43    |       |
| 2. Mai  | Roman Muschaweck                   | deutscher Pharmakologe                                                                   | 88    |       |
| 2. Mai  | Michel Ritter                      | Schweizer Kurator                                                                        |       |       |
| 2. Mai  | Norbert Zimmer                     | österreichischer Manager                                                                 | 95    |       |
| 3. Mai  | Abdul Sabur Farid Kuhestani        | afghanischer Politiker                                                                   |       |       |
| 3. Mai  | Warja Lavater                      | Schweizer Grafikerin                                                                     | 93    |       |
| 3. Mai  | Ernst-Heinz Lemper                 | deutscher Kunsthistoriker                                                                | 82    |       |
| 3. Mai  | Ellsworth Milburn                  | US-amerikanischer Komponist, Musikpädagoge und Pianist                                   | 69    |       |
| 3. Mai  | Jack Rollan                        | Schweizer Künstler und Entertainer                                                       | 91    |       |
| 3. Mai  | Walter Schirra                     | US-amerikanischer Astronaut                                                              | 84    |       |
| 3. Mai  | Nicos Symeonides                   | Verteidigungsminister der Republik Zypern                                                | 68    |       |
| 4. Mai  | Hanno von Graevenitz               | deutscher Botschafter                                                                    | 69    |       |
| 04. Mai | Birgit Lundström                   | schwedische Leichtathletin                                                               | 95    |       |
| 4. Mai  | Sujata Nahar                       | indische Autorin, Schülerin von Aurobindo, Mirra Alfassa und Lebensgefährtin von Satprem |       |       |
| 4. Mai  | José Antonio Roca                  | mexikanischer Fußballspieler und -trainer                                                | 78    |       |
| 4. Mai  | Christian Rothacher                | Schweizer Maler und Konzeptkünstler                                                      | 62    |       |
| 4. Mai  | Herbert Schindler                  | deutscher Kunsthistoriker                                                                | 84    |       |
| 4. Mai  | Karl Schlögl                       | österreichischer Chemiker                                                                | 82    |       |
| 4. Mai  | Elisabeth Stiepl                   | österreichische Schauspielerin                                                           | 86    |       |
| 5. Mai  | Abdul-Majid bin Abdul-Aziz         | saudischer Prinz und Gouverneur von Mekka                                                | 65    |       |
| 5. Mai  | Theodore Maiman                    | US-amerikanischer Physiker                                                               | 79    |       |
| 5. Mai  | Michael ffrench-O’Carroll          | irischer Politiker                                                                       | 87    |       |
| 5. Mai  | Omar Antonio Pérez Barreto         | mexikanischer Wrestler                                                                   | 31    |       |
| 5. Mai  | Charles Quiney                     | spanischer Schauspieler                                                                  | 69    |       |
| 5. Mai  | Mario Tanassi                      | italienischer Politiker                                                                  | 91    |       |
| 5. Mai  | Gusti Wolf                         | österreichische Kammerschauspielerin                                                     | 95    |       |
| 6. Mai  | Alvin Batiste                      | US-amerikanischer Jazzmusiker und Komponist                                              | 74    |       |
| 6. Mai  | Carey Bell                         | US-amerikanischer Blues-Musiker (Mundharmonika)                                          | 70    |       |
| 6. Mai  | Lesley Blanch                      | englische Schriftstellerin                                                               | 102   |       |
| 6. Mai  | Enéas Carneiro                     | brasilianischer Politiker                                                                | 68    |       |
| 6. Mai  | Big Joe Duskin                     | US-amerikanischer Musiker                                                                | 86    |       |
| 6. Mai  | Lois Gibson                        | US-amerikanische Drehbuchautorin                                                         | 77    |       |
| 6. Mai  | Curtis Harrington                  | US-amerikanischer Filmregisseur                                                          | 80    |       |
| 6. Mai  | Ikegami Kaneo                      | japanischer Schriftsteller und Drehbuchautor                                             | 83    |       |
| 6. Mai  | Kazuo Kitamura                     | japanischer Schauspieler                                                                 | 80    |       |
| 6. Mai  | Karl-Heinz Joseph                  | deutscher Politiker (SPD), MdL                                                           | 52    |       |
| 6. Mai  | Friedrich Mang                     | deutscher Bauingenieur und Hochschullehrer                                               | 73    |       |
| 6. Mai  | Josef Michaeler                    | römisch-katholischer Theologe und Kirchenhistoriker                                      | 79    |       |
| 6. Mai  | Amei-Angelika Müller               | deutsche Autorin                                                                         | 77    |       |
| 6. Mai  | Marcel Pfeuti                      | Schweizer Basketballschiedsrichter                                                       | 93    |       |
| 6. Mai  | Lamin K. Saho                      | gambischer Politiker, Diplomat und Unternehmer                                           | 62    |       |
| 6. Mai  | Helmut Schwartz                    | deutscher Politiker (CDU), MdL                                                           | 70    |       |
| 6. Mai  | Bernard Weatherill                 | britischer Politiker und Unterhaussprecher                                               | 86    |       |
| 7. Mai  | Medardo Guido Acevedo              | costa-ricanischer Songwriter, Dichter, Komponist, Musikpädagoge und Volkskundler         | 94    |       |
| 7. Mai  | Hartwig Amman                      | deutscher Pastor und Heimatforscher                                                      | 79    |       |
| 7. Mai  | Isabella Blow                      | britische Stylistin, Modejournalistin und Mäzenatin                                      | 48    |       |
| 7. Mai  | Diego Corrales                     | US-amerikanischer Boxer                                                                  | 29    |       |
| 7. Mai  | Rüdiger Fahrner                    | österreichischer Maler und Autor                                                         | 68    |       |
| 7. Mai  | Joachim Fontheim                   | deutscher Theaterregisseur und Theaterintendant                                          | 85    |       |
| 7. Mai  | Donald Ginsberg                    | US-amerikanischer Physiker                                                               | 73    |       |
| 7. Mai  | Ron Jefferson                      | US-amerikanischer Jazz-Schlagzeuger                                                      | 81    |       |
| 7. Mai  | Jack B. Kubisch                    | US-amerikanischer Diplomat, Assistant Secretary of State und Botschafter in Griechenland | 85    |       |
| 7. Mai  | Emma Lehmer                        | US-amerikanische Mathematikerin                                                          | 100   |       |
| 7. Mai  | Leonhard Lochner                   | römisch-katholischer Ordenspriester, Augustiner, Bibliothekar                            |       |       |
| 7. Mai  | Bent Norup                         | dänischer Bariton                                                                        | 70    |       |
| 7. Mai  | Octavian Paler                     | rumänischer Schriftsteller, Dichter und Publizist                                        | 80    |       |
| 7. Mai  | Tom Pocock                         | britischer Kriegsberichterstatter, Journalist, Marinehistoriker                          | 81    |       |
| 7. Mai  | Tomasi Kulimoetoke II.             | 50. König von Uvea                                                                       | 88    |       |
| 7. Mai  | Nicholas Worth                     | US-amerikanischer Schauspieler                                                           | 69    |       |
| 7. Mai  | Yahweh ben Yahweh                  | US-amerikanischer Separatistenführer                                                     | 71    |       |
| 8. Mai  | Abdullah bin Faisal Al Saud        | saudi-arabischer Politiker, Geschäftsmann und Mitglied des Hauses Saud                   | 83    |       |
| 8. Mai  | Karl Graf Ballestrem               | deutscher Politikwissenschaftler, Philosoph                                              | 67    |       |
| 8. Mai  | Rolf Bökemeier                     | deutscher Lehrer, Heimatforscher und Sachbuchautor                                       | 75    |       |
| 8. Mai  | David Farquhar                     | neuseeländischer Komponist                                                               | 79    |       |
| 8. Mai  | Karl Hauck                         | deutscher Mediävist                                                                      | 90    |       |
| 8. Mai  | Huldrych M. Koelbing               | Schweizer Augenarzt und Medizinhistoriker                                                | 83    |       |
| 8. Mai  | Rod Levitt                         | US-amerikanischer Jazz-Posaunist                                                         | 77    |       |
| 8. Mai  | Victor Moldovan                    | rumänischer Schauspieler und Regisseur                                                   | 80    |       |
| 9. Mai  | Alfred D. Chandler junior          | US-amerikanischer Wirtschaftshistoriker                                                  | 88    |       |
| 9. Mai  | Jacob Gilboa                       | israelischer Komponist                                                                   | 87    |       |
| 9. Mai  | Rainer Götter                      | deutscher Fußballspieler                                                                 | 60    |       |
| 9. Mai  | Lorenzo Rodolfo Guibord Lévesque   | kanadischer Bischof, Apostolischer Vikar von San José de Amazonas                        | 83    |       |
| 9. Mai  | Gino Pariani                       | US-amerikanischer Fußballspieler                                                         | 79    |       |
| 9. Mai  | Hans-Felix Piper                   | deutscher Ophthalmologe und Hochschullehrer                                              | 91    |       |
| 9. Mai  | Tito Reyes                         | argentinischer Tangosänger und -dichter                                                  | 79    |       |
| 9. Mai  | Carla White                        | US-amerikanische Jazz-Sängerin                                                           | 55    |       |
| 10. Mai | Jean-Pierre Aloïsi                 | französischer Geistlicher                                                                | 57    |       |
| 10. Mai | Paulino Bernabe                    | spanischer Gitarrenbauer                                                                 | 74    |       |
| 10. Mai | Rafael Ángel González Ramírez      | venezolanischer Geistlicher, Bischof von Barinas                                         | 90    |       |
| 10. Mai | Herta Haas                         | deutsche Übersetzerin und Frauenrechtlerin                                               | 99    |       |
| 10. Mai | Paul Rudolf Kraemer                | deutscher Unternehmer und Gründer der gemeinnützigen Gold-Kraemer-Stiftung               | 90    |       |
| 10. Mai | Eva Kraft                          | deutsche Sinologin und Japanologin                                                       | 84    |       |
| 10. Mai | Ernst-Michael Kranich              | deutscher Biologe, Waldorflehrer und Anthroposoph                                        | 77    |       |
| 10. Mai | John K. Lattimer                   | US-amerikanischer Mediziner                                                              | 92    |       |
| 10. Mai | Heinz Linnerz                      | deutscher Redakteur                                                                      | 80    |       |
| 10. Mai | Horst Michna                       | deutscher Anatomieprofessor und Ruderer                                                  | 52    |       |
| 10. Mai | Horst Netzler                      | deutscher Generalmajor                                                                   | 81    |       |
| 10. Mai | Vilhelm Wohlert                    | dänischer Architekt                                                                      | 86    |       |
| 10. Mai | Patricia Barbara Zimmermann        | deutsche Benediktinerin                                                                  | 92    |       |
| 11. Mai | Bernard Gordon                     | US-amerikanischer Drehbuchautor                                                          | 88    |       |
| 11. Mai | Stanley Holden                     | britischer Balletttänzer                                                                 | 79    |       |
| 11. Mai | Heinz Kilian                       | deutscher Radiosprecher                                                                  | 92    |       |
| 11. Mai | Rudolf Pertassek                   | österreichischer Arzt und Schriftsteller                                                 | 89    |       |
| 11. Mai | Tanumafili II.                     | samoanischer Staatschef                                                                  | 94    |       |
| 11. Mai | Karel Urbánek                      | tschechischer Fußballspieler                                                             | 35    |       |
| 12. Mai | Matori Abdul Djalil                | indonesischer Politiker, Verteidigungsminister                                           | 64    |       |
| 12. Mai | Dadullah Akhund                    | afghanischer Taliban-Anführer                                                            |       |       |
| 12. Mai | José Benito Barros                 | kolumbianischer Komponist                                                                | 92    |       |
| 12. Mai | Humphrey Davis                     | US-amerikanischer Jazzmusiker, Arrangeur und Songwriter                                  | 57    |       |
| 12. Mai | Guido Dold                         | deutscher Marathon- und Bergläufer                                                       | 44    |       |
| 12. Mai | Karl Frodl                         | österreichischer Politiker (ÖVP), Abgeordneter zum Nationalrat                           | 87    |       |
| 12. Mai | Teddy Infuhr                       | US-amerikanischer Kinderdarsteller                                                       | 70    |       |
| 12. Mai | Wolfgang Kluxen                    | deutscher Philosoph                                                                      | 84    |       |
| 12. Mai | Wiktor Nikolajewitsch Kowaljow     | russischer Bandyspieler und -trainer                                                     | 53    |       |
| 12. Mai | Heinz Lichem von Löwenbourg        | Militärhistoriker, Publizist                                                             | 65    |       |
| 12. Mai | Günter Mentzel                     | deutscher Bauarbeiter und Streikführer                                                   | 70    |       |
| 12. Mai | Fried Noxius                       | deutscher Soldat und Schriftsteller                                                      | 90    |       |
| 12. Mai | Frank Stelzer                      | deutscher Erfinder                                                                       | 73    |       |
| 13. Mai | Mendel Jackson Davis               | US-amerikanischer Politiker                                                              | 64    |       |
| 13. Mai | Pierre Duprey                      | römisch-katholischer Kurienbischof                                                       | 84    |       |
| 13. Mai | Karl Kahr                          | österreichischer SS-Führer und KZ-Arzt                                                   | 92    |       |
| 13. Mai | Kate Webb                          | australische Journalistin neuseeländischer Herkunft                                      | 64    |       |
| 14. Mai | Ludwig Ahorner                     | deutscher Geophysiker, Erdbebenforscher und Universitätslehrer                           | 77    |       |
| 14. Mai | Gottfried Bammes                   | deutscher Kunstlehrer                                                                    | 87    |       |
| 14. Mai | Kosei Nishihira                    | japanischer Karateka                                                                     | 64    |       |
| 14. Mai | Marinês                            | brasilianische Sängerin, Schauspielerin und Radiomoderatorin                             | 71    |       |
| 14. Mai | Günter Olzog                       | deutscher Verleger                                                                       | 88    |       |
| 14. Mai | Helmut Riedlinger                  | katholischer Theologe                                                                    | 84    |       |
| 14. Mai | Jean Saubert                       | US-amerikanische Skirennläuferin                                                         | 65    |       |
| 14. Mai | Colin St. John Wilson              | britischer Architekt, Dozent und Autor                                                   | 85    |       |
| 14. Mai | Aleksandar Tassew                  | bulgarischer Fußballfunktionär                                                           | 45    |       |
| 14. Mai | Horst Tobias Witt                  | deutscher Biophysiker                                                                    | 85    |       |
| 15. Mai | Tom Andersen                       | norwegischer Psychiater und Psychotherapeut, Begründer des Reflecting Teams              | 71    |       |
| 15. Mai | Jerry Falwell                      | US-amerikanischer fundamentalistisch-baptistischer Pfarrer und Fernsehprediger           | 73    |       |
| 15. Mai | Joachim Jaenicke                   | deutscher Diplomat                                                                       | 91    |       |
| 15. Mai | Yolanda King                       | US-amerikanische Bürgerrechtlerin und Schauspielerin                                     | 51    |       |
| 16. Mai | Bois Sec Ardoin                    | US-amerikanischer Zydeco-Musiker                                                         | 91    |       |
| 16. Mai | Martin Born                        | deutscher Journalist                                                                     | 64    |       |
| 16. Mai | Walbert Bühlmann                   | Schweizer Theologe, Kapuziner                                                            | 90    |       |
| 16. Mai | Mary Douglas                       | britische Sozialanthropologin                                                            | 86    |       |
| 16. Mai | Gohar Gasparyan                    | armenische Opernsängerin                                                                 | 82    |       |
| 16. Mai | Donald J. Kiesler                  | US-amerikanischer Psychologe und Psychotherapieforscher                                  | 73    |       |
| 16. Mai | Werner Meier                       | Schweizer Politiker (SP) und Gewerkschafter                                              | 90    |       |
| 16. Mai | Carroll Timothy O’Meara            | US-amerikanischer Filmeditor                                                             | 64    |       |
| 16. Mai | Terry Ryan                         | US-amerikanische Autorin                                                                 | 60    |       |
| 17. Mai | Lloyd Alexander                    | US-amerikanischer Fantasy-Schriftsteller                                                 | 83    |       |
| 17. Mai | Petro Balabujew                    | ukrainischer Flugzeugkonstrukteur                                                        | 76    |       |
| 17. Mai | Ján Benetin                        | slowakischer Neurologe                                                                   | 83    |       |
| 17. Mai | Egmont Foregger                    | österreichischer Politiker                                                               | 84    |       |
| 17. Mai | Blasius Gerg                       | deutscher Bildhauer                                                                      | 80    |       |
| 17. Mai | Deborah Tepper Haimo               | US-amerikanische Mathematikerin und Hochschullehrerin                                    | 85    |       |
| 17. Mai | Valentin Jost                      | hessischer Politiker (SPD), Landrat des Main-Taunus-Kreises                              | 87    |       |
| 17. Mai | Juli Konstantinowitsch Kowneristy  | russischer Physikochemiker                                                               | 69    |       |
| 17. Mai | John Nicholls                      | britischer Offizier der Luftstreitkräfte des Vereinigten Königreichs                     | 80    |       |
| 17. Mai | Willy Marlow                       | deutscher Politiker (SED)                                                                | 78    |       |
| 17. Mai | Dietmar Pflegerl                   | österreichischer Theaterregisseur und -intendant                                         | 63    |       |
| 17. Mai | Eugen Weber                        | US-amerikanischer Historiker                                                             | 82    |       |
| 17. Mai | Wiktor Zin                         | polnischer Architekt und Zeichner                                                        | 81    |       |
| 18. Mai | Edmund Bierling                    | deutscher Volksschauspieler                                                              | 78    |       |
| 18. Mai | Roy De Forest                      | US-amerikanischer Maler                                                                  | 77    |       |
| 18. Mai | Pierre-Gilles de Gennes            | französischer Physiker                                                                   | 74    |       |
| 18. Mai | Jana Gheorghiu                     | rumänische Journalistin                                                                  | 60    |       |
| 18. Mai | Herbie Lewis                       | US-amerikanischer Jazzbassist                                                            | 66    |       |
| 18. Mai | Magdalene Siebenbrodt              | deutsche Sprachwissenschaftlerin und Germanistin                                         | 87    |       |
| 18. Mai | Mika Špiljak                       | jugoslawischer Politiker                                                                 | 90    |       |
| 18. Mai | Yoyoy Villame                      | philippinischer Sänger und Schauspieler                                                  |       |       |
| 19. Mai | Rainer Feist                       | deutscher Admiral                                                                        | 62    |       |
| 18. Mai | Rudolf von Preuschen               | deutscher Landrat                                                                        | 101   |       |
| 19. Mai | Jack Findlay                       | australischer Motorradrennfahrer                                                         | 72    |       |
| 19. Mai | Eva Forest                         | spanische Schriftstellerin, Verlegerin, Ärztin und Widerstandskämpferin                  | 79    |       |
| 19. Mai | Juan Carlos Lasser                 | argentinischer Maler                                                                     |       |       |
| 19. Mai | Marian Radke-Yarrow                | US-amerikanische Psychologin                                                             | 89    |       |
| 19. Mai | L. Vaidyanathan                    | indischer Geiger und Komponist                                                           | 65    |       |
| 19. Mai | Michel Visi                        | vanuatuischer Geistlicher, Bischof von Port-Vila                                         | 52    |       |
| 19. Mai | Hans Wollschläger                  | deutscher Schriftsteller und Übersetzer                                                  | 72    |       |
| 20. Mai | Christian Delacampagne             | französischer Philosoph und Hochschullehrer                                              | 57    |       |
| 20. Mai | Wolfgang Gasser                    | österreichischer Schauspieler                                                            | 79    |       |
| 20. Mai | Christian Freiherr von Hodenberg   | deutscher Mediziner                                                                      | 86    |       |
| 20. Mai | Baruch Kimmerling                  | israelischer Soziologe                                                                   | 67    |       |
| 20. Mai | Walentina Michailowna Leontjewa    | sowjetische bzw. russische Fernsehmoderatorin                                            | 83    |       |
| 20. Mai | Kalil Madi                         | US-amerikanischer Jazz-Schlagzeuger                                                      | 85    |       |
| 20. Mai | Stanley Miller                     | US-amerikanischer Biologe und Chemiker                                                   | 77    |       |
| 20. Mai | Marcello Morgante                  | italienischer Geistlicher, Bischof von Ascoli Piceno                                     | 92    |       |
| 20. Mai | Norman von Nida                    | australischer Golfer                                                                     | 93    |       |
| 20. Mai | Ursula Randt                       | deutsche Sprachheilpädagogin und Autorin                                                 | 77    |       |
| 20. Mai | Cacho Tirao                        | argentinischer Musiker                                                                   | 66    |       |
| 20. Mai | Oswald Tschirtner                  | österreichischer Maler                                                                   | 86    |       |
| 20. Mai | Ben Weisman                        | US-amerikanischer Liedtexter                                                             | 85    |       |
| 21. Mai | Clark Adams                        | US-amerikanischer Bürgerrechtler                                                         | 37    |       |
| 21. Mai | Bruno Mattei                       | italienischer Regisseur                                                                  | 75    |       |
| 21. Mai | Mariona Masgrau                    | spanische Puppenspielerin und -bauerin                                                   | 57    |       |
| 21. Mai | Wega Nery                          | brasilianische Malerin, Zeichnerin und Lehrerin                                          | 95    |       |
| 21. Mai | Alexander Borissowitsch Roschal    | russischer Schachjournalist                                                              | 70    |       |
| 21. Mai | Bernhard Suin de Boutemard         | deutscher Pfarrer und Religionspädagoge                                                  | 77    |       |
| 21. Mai | Peter Witte                        | deutscher Jazz-Bassist                                                                   | 77    |       |
| 22. Mai | Boris Wassiljewitsch Bunkin        | russischer Raketenkonstrukteur                                                           | 84    |       |
| 22. Mai | Friedrich Florian Grünberger       | österreichischer Architekt                                                               | 86    |       |
| 22. Mai | Zoran Konstantinović               | serbischer Literaturwissenschaftler                                                      | 86    |       |
| 22. Mai | Hans-Ulrich Lauffer                | deutscher Schauspieler, Synchron- und Hörspielsprecher                                   | 83    |       |
| 22. Mai | Inessa Lomakina                    | sowjetische bzw. russische Journalistin und Schriftstellerin                             | 76    |       |
| 22. Mai | Jef Planckaert                     | belgischer Radrennfahrer                                                                 | 73    |       |
| 22. Mai | Konrad Schauenstein                | österreichischer Arzt und Immunpathologe                                                 | 62    |       |
| 23. Mai | Anneliese Fleyenschmidt            | deutsche Fernsehmoderatorin und Reporterin                                               | 87    |       |
| 23. Mai | Romane Holderried Kaesdorf         | deutsche Zeichnerin                                                                      | 85    |       |
| 23. Mai | Kei Kumai                          | japanischer Filmregisseur                                                                | 76    |       |
| 23. Mai | Claude Liauzu                      | französischer Historiker                                                                 | 67    |       |
| 23. Mai | Hans-Günther van Look              | deutscher Maler, Bildhauer und Autor                                                     | 68    |       |
| 23. Mai | Tron Øgrim                         | norwegischer Journalist, Autor und Politiker                                             | 59    |       |
| 24. Mai | Wolfgang Bächler                   | deutscher Lyriker und Prosaist                                                           | 82    |       |
| 24. Mai | Hans Bjørnstad                     | norwegischer Skispringer                                                                 | 79    |       |
| 24. Mai | Bobby Bölke                        | deutscher Komiker                                                                        | 81    |       |
| 24. Mai | Buddy Childers                     | US-amerikanischer Jazz-Trompeter                                                         | 81    |       |
| 24. Mai | Cédric Dumont                      | Schweizer Komponist, Dirigent und Autor                                                  | 90    |       |
| 24. Mai | Bill Johnston                      | australischer Cricketspieler                                                             | 85    |       |
| 24. Mai | Philip Mayer Kaiser                | US-amerikanischer Regierungsbeamter und Diplomat                                         | 93    |       |
| 24. Mai | Karl-Heinz Koch                    | deutscher Jurist und Politiker (CDU), MdL, hessischer Staatsminister                     | 82    |       |
| 24. Mai | Werner Melter                      | österreichischer Politiker (FPÖ)                                                         | 83    |       |
| 24. Mai | Minako Ōba                         | japanische Schriftstellerin                                                              | 76    |       |
| 24. Mai | David Renton, Baron Renton         | britischer Politiker (Conservative Party)                                                | 98    |       |
| 24. Mai | Gert Schliephake                   | deutscher Entomologe und Hochschullehrer                                                 | 81    |       |
| 25. Mai | Adrian Bueckling                   | deutscher Jurist und Schriftsteller                                                      |       |       |
| 25. Mai | Norbert „Nobby“ Campmann           | deutscher Musiker (Räuber)                                                               | 48    |       |
| 25. Mai | Georg von Dadelsen                 | deutscher Musikwissenschaftler                                                           | 88    |       |
| 25. Mai | Herbert Kelletat                   | deutscher Musiker, Musikwissenschaftler und Organist                                     | 99    |       |
| 25. Mai | Pi Chun-deuk                       | südkoreanischer Lyriker und Essayist                                                     | 96    |       |
| 25. Mai | Charles Nelson Reilly              | US-amerikanischer Regisseur                                                              | 76    |       |
| 25. Mai | Bartholomew Ulufa'alu              | salomonischer Politiker                                                                  | 56    |       |
| 25. Mai | Hergart Wilmanns                   | deutsche Osteuropa-Forscherin und Schriftstellerin                                       | 78    |       |
| 25. Mai | David Yurkew                       | US-amerikanischer Tattookünstler                                                         |       |       |
| 26. Mai | James Beck                         | US-amerikanischer Kunsthistoriker                                                        | 77    |       |
| 26. Mai | Marek Krejčí                       | slowakischer Fußballspieler                                                              | 26    |       |
| 26. Mai | Gertrud Müller                     | deutsche NS-Widerstandskämpferin                                                         | 91    |       |
| 26. Mai | Ferenc Potzner                     | ungarischer Stuntfahrer                                                                  | 33    |       |
| 26. Mai | Werner Ries                        | deutscher Mediziner                                                                      | 86    |       |
| 26. Mai | Phyllis Sellick                    | englische Pianistin und Musikpädagogin                                                   | 95    |       |
| 26. Mai | Aubrey Singer                      | britischer Fernseh-Produzent                                                             | 80    |       |
| 27. Mai | Marquise Hill                      | US-amerikanischer Footballspieler                                                        | 24    |       |
| 27. Mai | Artur Levi                         | deutscher Hochschullehrer und Oberbürgermeister                                          | 84    |       |
| 27. Mai | Wiley Mayne                        | US-amerikanischer Politiker                                                              | 90    |       |
| 27. Mai | Howard Porter                      | US-amerikanischer Basketballspieler                                                      | 58    |       |
| 27. Mai | Heinrich Priester                  | deutscher Sportfunktionär                                                                | 93    |       |
| 27. Mai | Kurt Selle                         | deutscher Gymnasiallehrer und Altphilologe                                               | 75    |       |
| 27. Mai | G. Srinivasan                      | tamilischer Filmproduzent                                                                | 48    |       |
| 27. Mai | Gretchen Wyler                     | US-amerikanische Schauspielerin                                                          | 75    |       |
| 27. Mai | Zard                               | japanische Popmusikerin                                                                  | 40    |       |
| 28. Mai | Fritz Bönisch                      | deutscher Heimathistoriker und Hobby-Heraldiker                                          | 83    |       |
| 28. Mai | Fritz Bornemann                    | deutscher Architekt                                                                      | 95    |       |
| 28. Mai | Barbara Cox Anthony                | US-amerikanische Verlegerin, Firmenbesitzerin und Milliardärin                           | 84    |       |
| 28. Mai | Jörg Immendorff                    | deutscher Maler und Bildhauer                                                            | 61    |       |
| 28. Mai | Norman Kaye                        | australischer Schauspieler und Musiker                                                   | 80    |       |
| 28. Mai | David Eden Lane                    | US-amerikanischer Neonazi                                                                | 68    |       |
| 28. Mai | Toshikatsu Matsuoka                | japanischer Politiker                                                                    | 62    |       |
| 28. Mai | Parren Mitchell                    | US-amerikanischer Politiker                                                              | 85    |       |
| 28. Mai | Heinz Müller                       | deutscher Maler                                                                          | 83    |       |
| 28. Mai | Leonora Ruffo                      | italienische Filmschauspielerin                                                          | 72    |       |
| 28. Mai | Georg Graf von Thun und Hohenstein | deutscher Wirtschaftsprüfer                                                              | 60    |       |
| 29. Mai | Dave Balon                         | kanadischer Eishockeyspieler                                                             | 68    |       |
| 29. Mai | Hedda Heuser-Schreiber             | deutsche Ärztin, Journalistin, Politikerin (FDP), MdB                                    | 80    |       |
| 29. Mai | Michael J. Seaton                  | englischer Astronom, Physiker und Mathematiker                                           | 84    |       |
| 30. Mai | Jean-Claude Brialy                 | französischer Schauspieler                                                               | 74    |       |
| 30. Mai | Michael Dudick                     | US-amerikanischer Geistlicher, Bischof der Eparchie Passaic                              | 91    |       |
| 30. Mai | Ricardo Guerra Tejeda              | mexikanischer Botschafter                                                                | 80    |       |
| 30. Mai | Mark Harris                        | US-amerikanischer Autor                                                                  | 84    |       |
| 30. Mai | Lambertus Johannes van Heygen      | niederländischer Geistlicher, Erzbischof von Bertoua in Kamerun                          | 86    |       |
| 30. Mai | Emmanuel Hostache                  | französischer Bobfahrer                                                                  | 31    |       |
| 30. Mai | James G. McCargar                  | US-amerikanischer Diplomat                                                               |       |       |
| 30. Mai | William Meredith                   | US-amerikanischer Dichter                                                                | 88    |       |
| 30. Mai | Jewgeni Dmitrijewitsch Mischakow   | russischer Eishockeyspieler                                                              | 66    |       |
| 30. Mai | Baptist Mudartha                   | indischer Geistlicher, Bischof von Allahabad                                             | 95    |       |
| 30. Mai | Werner Schley                      | Schweizer Fußballspieler                                                                 | 72    |       |
| 30. Mai | Hans Joachim Sell                  | deutscher Schriftsteller                                                                 | 86    |       |
| 31. Mai | Gerhard Ambros                     | deutscher Politiker (SED)                                                                | 79    |       |
| 31. Mai | Helmut Arntz                       | deutscher Sprachwissenschaftler, Runenforscher und Dokumentar                            | 94    |       |
| 31. Mai | Kurt Böhner                        | deutscher Historiker und Corpsstudent                                                    | 92    |       |
| 31. Mai | Paul Degen                         | Schweizer Illustrator, Karikaturist, Maler und Bildhauer                                 | 66    |       |
| 31. Mai | Charles Remington                  | US-amerikanischer Entomologe                                                             | 85    |       |
| 31. Mai | Horst Remus                        | deutsch-US-amerikanischer Informatiker bei IBM                                           | 79    |       |
| 31. Mai | Michel Saudreau                    | französischer Geistlicher, Bischof von Le Havre                                          | 79    |       |
| 31. Mai | Fritz Swoboda                      | österreichischer SS-Angehöriger und Kriegsverbrecher                                     | 85    |       |
| Mai     | Noel Appleby                       | neuseeländischer Schauspieler                                                            |       |       |